# Ball dels cossiers de Pollença
Els cossiers de Pollença són un grup de dansaires de la vila mallorquina de Pollença. Els cossiers de Pollença ballen un pic cada any, per les festes patronals, en honor de la Mare de Déu dels Àngels, dia 2 d'agost, pels llocs més característics de la vila.
Com a la resta de l'illa, el ball dels cossiers es remunta als segles xvi i xvii. Però el segle xx aquesta tradició gaudia de poc prestigi, i l'any 1910 fou el darrer any que els cossiers de Pollença ballaren. Llavors, el dia del ball era el dia de Sant Pere. No obstant això, el 1981 l'Esbart Pollencí, una entitat cultural de la vila, emprengué la recuperació d'aquest ball tradicional. Mateu Coll Torres i Jaume Payeras Vives foren els capdavanters de la investigació, que comportava rescatar de l'oblit els vestits, les melodies i els passos del ball. Com que no hi havia fonts escrites, tota la informació provengué de les informacions que els pogueren donar els darrers que ballaren i conegueren la dansa; en concret, de la darrera dama que ballà i dues dones més que encara recordaven les tonades. Per altra banda, hom ha hipotetitzat que el nombre de cossiers (dotze, i no pas sis, com a la resta de viles) es pugui deure a una corrupció deguda al desprestigi del ball, però el fet és que tant els testimonis orals com les fotografies més antigues deixen constància que el nombre de cossiers a Pollença era de dotze.